# Kumszackaja
Kumszackaja (ros. Кумшацкая) – stanica w Rosji, w obwodzie rostowskim, w rejonie cymlańskim. W 2021 liczyła 313 mieszkańców.